# Харрис, Мадлен
Мадлен Харрис (англ. Madeleine Harris; род. 28 апреля 2001, Лондон) — британская актриса, которая наиболее известная по роли Джуди Браун в фэнтезийном комедийном семейном фильме 2014 года «Приключения Паддингтона» и его продолжениях — «Приключения Паддингтона 2» (2017) и «Приключения Паддингтона 3» (2024). Харрис также известна по роли Карен в британском ситкоме «Мужик в печали».

## Биография
В 2012 году Харрис получила свою первую профессиональную актёрскую работу в британском медицинском драматическом телесериале «Катастрофа», где сыграла Иззи Форрестер, которая стала причиной дорожного столкновения. Она появилась в телевизионных мини-сериалах BBC One «Я и миссис Джонс» и «Белая королева». В 2013 году она сыграла вампира Хетти в эпизоде британского комедийно-драматического телесериала «Быть человеком». В 2014, 2017 и 2024 годах Харрис появилась в трёх фильмах о медвежоноке Паддингтоне в роли Джуди Браун. С 2013 по 2016 года она играла Карен в британском ситкоме «Мужик в печали». В 2014 году она умудрялась совмещать учёбу в школе и актерскую работу. Харрис нравились другие художественные дисциплины, и с юных лет ей нравилось писать собственные истории.

## Фильмография
| Год       |   | Русское название          | Оригинальное название        | Роль           |
| --------- | - | ------------------------- | ---------------------------- | -------------- |
| 2012      | с | Катастрофа                | Casualty                     | Иззи Форрестер |
| 2012      | с | Я и миссис Джонс          | Me and Mrs Jones             | Поппи          |
| 2013      | с | Быть человеком            | Being Human                  | Хетти          |
| 2013      | с | Белая королева            | Маргарет, Принцесса Йоркская | Хетти          |
| 2013—2016 | с | Мужик в печали            | Man Down                     | Карен          |
| 2014      | ф | Приключения Паддингтона   | Paddington                   | Джуди Браун    |
| 2016      | с | Отец Браун                | Father Brown                 | Милли Ле Брок  |
| 2017      | ф | Приключения Паддингтона 2 | Paddington 2                 | Джуди Браун    |
| 2024      | ф | Приключения Паддингтона 3 | Paddington in Peru           | Джуди Браун    |